# Fabrice Martin
Fabrice Martin (født 11. september 1986 i Bayonne, Frankrig) er en professionel tennisspiller fra Frankrig.